# Dialog

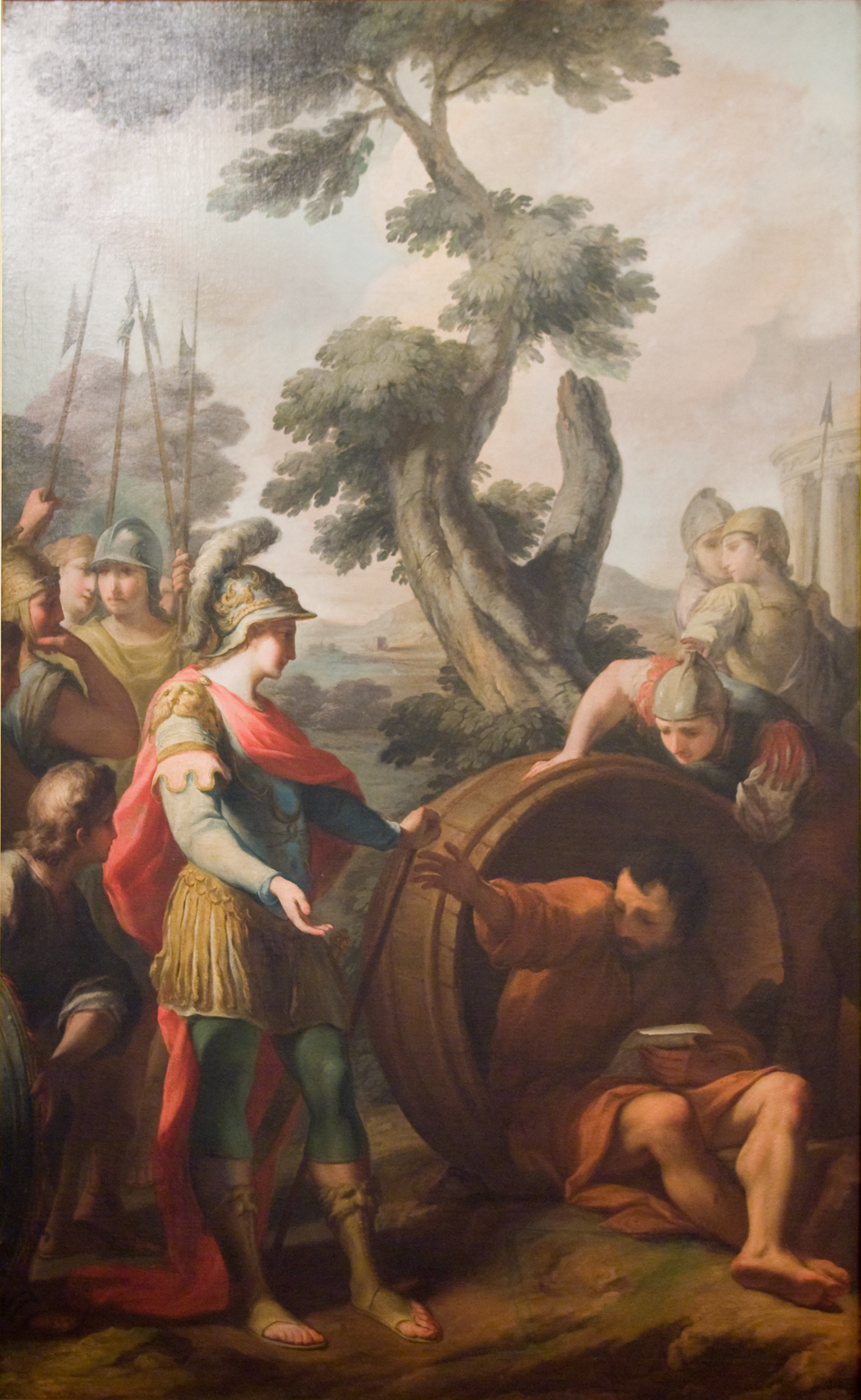
Dialog între Alexandru cel Mare și Diogene

Dialogul este modul de expunere care redă convorbirea directă dintre două sau mai multe personaje. Rolul dialogului într-o operă epică este de a oferi dinamism și de a caracteriza personajele în mod indirect.

## Etimologie
Termenul de dialog provine din limba greacă, διάλογος (dialogos, conversație); rădăcinile sale sunt διά (dia: prin) și λόγος (logos: vorbire, rațiune). Primul autor care a folosit termenul a fost Platon, în ale cărui lucrări acest termen a fost asociat cu arta dialectică.

## Caracteristici
Dialogul are următoarele caracteristici:
- personajele se autoprezintă prin ceea ce spun și prin modul lor de a vorbi;
- dinamizează narațiunea, o face mai vie și mai sugestivă;
- marchează diverse valori expresive: sentimente, atitudini, întreruperi, ezitări ale personajelor;
- este și o sursă a comicului prin contrastul dintre ceea ce declară și ceea ce gândește personajul în realitate;
- este mijloc de caracterizare indirectă a personajelor;
- are rol în autocaracterizare;
- conferă textului aspectul unei scenete.

## Veziși
- Teoria argumentării
- Vorbire